# Groote Blankaartpolder
Het waterschap Groote Blankaartpolder was een waterschap in de gemeenten Leidschendam en Zoeterwoude, in de Nederlandse provincie Zuid-Holland.
Het waterschap was verantwoordelijk voor de vervening, drooglegging en later de waterhuishouding in de polders.
De polder ligt ten oosten van Stompwijk en ten oosten van de N206.